# Hawkers
 (mai 2022).
Hawkers est une marque espagnole basée à Elche qui vend des lunettes de soleil en utilisant Internet comme Politique de distribution. Hawkers a été fondée en décembre 2013 par Iñaki Soriano, Pablo Sánchez et les frères Alejandro et David Moreno. Hawkers fait partie du groupe Saldum Ventures et son président actuel est Alejandro Betancourt,.

## Histoire
Hawkers a été fondé en décembre 2013 par Iñaki Soriano, Pablo Sánchez, Alejandro Moreno et David Moreno ; chacun avait de l'expérience dans un domaine différent : programmation, conception graphique et commerce. Ces quatre personnes avaient précédemment créé Saldum, une boutique en ligne de produits d'occasion, en 2012. Ce projet n'a reçu aucun financement extérieur et, après un an et demi, les faibles ventes les ont contraints à trouver d'autres sources de revenus. Pour lever des fonds, ils ont commencé à développer des boutiques en ligne pour des clients externes. Constatant que les plateformes qu'ils développaient pour leurs clients étaient rentables, ils ont décidé de lancer leur propre activité en ligne. Ils ont commencé à vendre des lunettes de soleil de la marque américaine Knockaround avec un investissement initial de seulement 300 $. Ils ont suivi avec la marque d'espadrilles, Miss Hamptons. Le succès de ces deux produits les a amenés à créer leur propre marque de lunettes de soleil, et à en externaliser la fabrication.
En 2014, le chiffre d'affaires de l'entreprise a dépassé les 15 millions d'euros,, passant à 40 millions l'année suivante, et en 2016, Hawkers prévoyait un chiffre d'affaires de 70 millions d'euros.
En octobre 2016, Hawkers a ouvert son premier tour de table à des investisseurs externes, levant 50 millions d'euros (56 millions de dollars) lors de son premier tour,. En novembre, l'entreprise a annoncé la nomination de Alejandro Betancourt comme nouveau président de Hawker en remplacement du précédent président Alejandro Moreno et que Hugo Arevalo l'a rejoint comme membre du conseil d'administration et vice-président,.

## Produit
Les modèles Hawkers sont basés sur d'autres marques plus connues dont les licences ont expiré, comme les lunettes de soleil Oakley et Ray-Ban, avec une variété de combinaisons de verres et de montures. La société a collaboré pour produire des styles spécifiques de lunettes de soleil avec un certain nombre de marques et de personnes de renommée, notamment les Lakers, Mercedes-Benz, Usher, Lewis Hamilton, et d'autres.
La majorité des ventes de l'entreprise sont des ventes directes aux consommateurs réalisées sur le site Web de l'entreprise. Les lunettes de soleil sont produites par des fabricants en Chine, en Italie et en Espagne.

## Modèle commercial
Selon Bloomberg L.P. , l'activité de Hawkers repose sur l'utilisation d'Internet et des médias sociaux, en particulier Facebook et Twitter, comme principal canal pour développer ses ventes, suivant une stratégie de Marketing d'influence, célébrités et Sponsors,.